# Kedunglengkong (Simo)
Kedunglengkong is een bestuurslaag in het regentschap Boyolali van de provincie Midden-Java, Indonesië. Kedunglengkong telt 4643 inwoners (volkstelling 2010).